# Charles Nicolle
Charles Jules Henri Nicolle (Rouen, França 1866 - Tunis 1936) fou un metge i microbiòleg francès guardonat amb el Premi Nobel de Medicina o Fisiologia l'any 1928.

## Biografia
Va néixer el 21 de setembre de 1866 a la ciutat de Rouen, situada a la regió francesa de l'Alta Normandia. Va estudiar biologia a l'Institut Pasteur de París, on es graduà el 1893.
Va morir el 28 de febrer de 1936 a la ciutat de Tunis, en aquells moments protectorat francès però que avui dia és la capital de Tunísia.

## Recerca científica
Durant la seva estada en un hospital de la seva ciutat natal va participar en l'elaboració d'un sèrum contra la diftèria. L'any 1903 va assumir la direcció de l'Institut Pasteur a la ciutat de Tunis, i allà va treballar en diverses malalties infeccioses, com el tifus i la malària, estudiant el paper que desenvolupen alguns animals en la seva propagació, descobrint l'any 1909 que el poll o Phthiraptera és el principal transmissor del tifus.
L'any 1928 fou guardonat amb el Premi Nobel de Medicina o Fisiologia per les seves investigacions sobre el tifus.
És l'autor d'aquesta sentència referent a l'aparició de noves malalties: 
Així doncs hi haurà noves malalties. És un fet inevitable. Un altre fet, també inevitable, és que mai serem capaços de localitzar-les en els seus orígens. Quan siguem coneixedors d'aquestes malalties, ja estaran formades, seran, per dir-ho així, adultes. I apareixeran com va aparèixer Atenea, sortint armada des del cap de Zeus. Com les reconeixerem aquestes noves malalties, com podríem sospitar la seva existència abans que es vesteixin amb símptomes? Cal resignar-se a la ignorància en els primers casos evidents. S'ignoraran, es confondran amb malalties existents amb anterioritat i només després d'un llarg període d'anar a cegues separarem el nou tipus patològic del tauler de les malalties ja classificades. 